# Quatre Jours de Dunkerque 2018
Les Quatre Jours de Dunkerque 2018 sont la 64e édition de cette course cycliste masculine sur route. Ils ont lieu du 8 au 13 mai 2018 dans la région Hauts-de-France, en France, et font partie du calendrier UCI Europe Tour 2018 en catégorie 2.HC.

## Présentation
Les Quatre Jours de Dunkerque, organisés par l'association 4 Jours de Dunkerque Organisation, connaissent en 2018 leur 64e édition. Ils portent le sous-titre « Grand Prix des Hauts-de-France » par suite de l'absorption en 2016 du Tour de Picardie, en accord avec le conseil régional des Hauts-de-France,. Un nouveau logo est adopté à cette occasion.

### Parcours
Alors qu'en 2017, le parcours visitait chacun des cinq départements de la région Hauts-de-France, cette édition 2018 laisse de côté le département de l'Oise. Le départ de la première étape est donné à Dunkerque. La course se dirige vers le sud, passe par les monts des Flandres, dont le mont des Cats et le mont Noir, comptant pour le prix des monts, et se termine à La Bassée, dans le Pas-de-Calais. La deuxième étape, partant du Quesnoy (Nord), traverse ensuite le département de l'Aisne du nord au sud et arrive à Soissons. La course se déplace ensuite sur la côte picarde, à Fort-Mahon-Plage (Somme), pour le départ de la troisième étape, qui traverse le Pas-de-Calais pour finir à Ecques. La quatrième étape est disputée autour d'Arras, le départ étant donné à Dainville et l'arrivée jugée à Mont-Saint-Éloi, dans un final en côte. La cinquième étape, la plus longue de cette édition, se déroule en Flandre. Elle part de Wormhout pour de terminer par l'habituel circuit autour de Cassel. Les organisateurs et la commune se sont engagés jusqu'en 2020. Enfin la dernière étape est courue entre Coulogne (Pas-de-Calais) et Dunkerque, où onze tours d'un circuit de 7,6 km sont parcourus.

### Équipes
Classés en catégorie 2.HC de l'UCI Europe Tour, les Quatre Jours de Dunkerque sont par conséquent ouverts aux WorldTeams dans la limite de 70 % des équipes participantes, aux équipes continentales professionnelles, aux équipes continentales françaises, aux équipes continentales étrangères dans la limite de deux, et à une équipe nationale française.
Dix-neuf équipes participent à la course : trois WorldTeams, quatorze équipes continentales professionnelles et deux équipes continentales :
| WorldTeams (3)- AG2R La Mondiale - Groupama-FDJ - Lotto Soudal Équipes continentales professionnelles (14)- Aqua Blue Sport - Cofidis, Solutions Crédits - Delko-Marseille Provence-KTM - Direct Énergie - Euskadi Basque Country-Murias - Fortuneo-Samsic - Gazprom-RusVelo - Nippo-Vini Fantini-Europa Ovini - Roompot-Nederlandse Loterij - Sport Vlaanderen-Baloise - Vérandas Willems-Crelan - Vital Concept - Wanty-Groupe Gobert - WB-Aqua Protect-Veranclassic Équipes continentales (2)- Roubaix Lille Métropole - Saint Michel-Auber 93 |
| |

## Étapes
Cette édition des Quatre jours de Dunkerque comporte six étapes.
| Étape     | Date   | Villes étapes               |  | Distance (km) | Vainqueur d’étape | Leader du classement général |
| --------- | ------ | --------------------------- |  | ------------- | ----------------- | ---------------------------- |
| 1re étape | 8 mai  | Dunkerque – La Bassée       |  | 165,3         | Marc Sarreau      | Marc Sarreau                 |
| 2e étape  | 9 mai  | Le Quesnoy – Soissons       |  | 173,3         | André Greipel     | Bryan Coquard                |
| 3e étape  | 10 mai | Fort-Mahon-Plage – Ecques   |  | 172,2         | Nacer Bouhanni    | Timothy Dupont               |
| 4e étape  | 11 mai | Dainville – Mont-Saint-Éloi |  | 172,7         | Bryan Coquard     | Bryan Coquard                |
| 5e étape  | 12 mai | Wormhout – Cassel           |  | 178,7         | André Greipel     | Dimitri Claeys               |
| 6e étape  | 13 mai | Coulogne – Dunkerque        |  | 174,9         | Olivier Le Gac    | Dimitri Claeys               |

## Déroulement de la course

### 1reétape
L'échappée de trois coureurs - Jérémy Lecroq (Vital Concept), Romain Combaud (Delko-Marseille Provence-KTM) et Pierre Idjouadiene (Roubaix Lille Métropole) - est reprise sur la ligne d'arrivée avant le dernier tour de circuit, à douze kilomètres de l'arrivée. Marc Sarreau (Groupama-FDJ) s'impose au sprint devant Bryan Coquard (Vital Concept) et Rudy Barbier (AG2R La Mondiale), et revêt le premier maillot rose de cette édition,.
| \| Classement de l'étape \| Classement de l'étape \| Classement de l'étape \| Classement de l'étape \| Classement de l'étape \| \| Coureur \| Coureur \| Pays \| Équipe \| Temps \| \| --------------------- \| --------------------- \| --------------------- \| --------------------------- \| --------------------- \| \| 1er \| Marc Sarreau \| France \| Groupama-FDJ \| 3 h 56 min 19 s \| \| 2e \| Bryan Coquard \| France \| Vital Concept \| + 0 s \| \| 3e \| Rudy Barbier \| France \| AG2R La Mondiale \| + 0 s \| \| 4e \| Wouter Wippert \| Pays-Bas \| Roompot-Nederlandse Loterij \| + 0 s \| \| 5e \| Timothy Dupont \| Belgique \| Wanty-Groupe Gobert \| + 0 s \| \| 6e \| Jonas Rickaert \| Belgique \| Sport Vlaanderen-Baloise \| + 0 s \| \| 7e \| Damien Touzé \| France \| Saint Michel-Auber 93 \| + 0 s \| \| 8e \| Jasper De Buyst \| Belgique \| Lotto-Soudal \| + 0 s \| \| 9e \| Nacer Bouhanni \| France \| Cofidis, Solutions Crédits \| + 0 s \| \| 10e \| Coen Vermeltfoort \| Pays-Bas \| Roompot-Nederlandse Loterij \| + 0 s \| |                   |          |                             |                 |
| |                   |          |                             |                 |
| |                   |          |                             |                 |
| Classement de l'étape |                   |          |                             |                 |
| Coureur | Coureur           | Pays     | Équipe                      | Temps           |
| 1er | Marc Sarreau      | France   | Groupama-FDJ                | 3 h 56 min 19 s |
| 2e | Bryan Coquard     | France   | Vital Concept               | + 0 s           |
| 3e | Rudy Barbier      | France   | AG2R La Mondiale            | + 0 s           |
| 4e | Wouter Wippert    | Pays-Bas | Roompot-Nederlandse Loterij | + 0 s           |
| 5e | Timothy Dupont    | Belgique | Wanty-Groupe Gobert         | + 0 s           |
| 6e | Jonas Rickaert    | Belgique | Sport Vlaanderen-Baloise    | + 0 s           |
| 7e | Damien Touzé      | France   | Saint Michel-Auber 93       | + 0 s           |
| 8e | Jasper De Buyst   | Belgique | Lotto-Soudal                | + 0 s           |
| 9e | Nacer Bouhanni    | France   | Cofidis, Solutions Crédits  | + 0 s           |
| 10e | Coen Vermeltfoort | Pays-Bas | Roompot-Nederlandse Loterij | + 0 s           |

| \| Classement général \| Classement général \| Classement général \| Classement général \| Classement général \| \| Coureur \| Coureur \| Pays \| Équipe \| Temps \| \| ------------------ \| ------------------ \| ------------------ \| ---------------------------- \| ------------------ \| \| 1er \| Marc Sarreau \| France \| Groupama-FDJ \| 3 h 56 min 09 s \| \| 2e \| Jérémy Lecroq \| France \| Vital Concept \| + 1 s \| \| 3e \| Bryan Coquard \| France \| Vital Concept \| + 4 s \| \| 4e \| Romain Combaud \| France \| Delko-Marseille Provence-KTM \| + 5 s \| \| 5e \| Rudy Barbier \| France \| AG2R La Mondiale \| + 6 s \| \| 6e \| Wouter Wippert \| Pays-Bas \| Roompot-Nederlandse Loterij \| + 10 s \| \| 7e \| Timothy Dupont \| Belgique \| Wanty-Groupe Gobert \| + 10 s \| \| 8e \| Jonas Rickaert \| Belgique \| Sport Vlaanderen-Baloise \| + 10 s \| \| 9e \| Damien Touzé \| France \| Saint Michel-Auber 93 \| + 10 s \| \| 10e \| Jasper De Buyst \| Belgique \| Lotto-Soudal \| + 10 s \| |                 |          |                              |                 |
| |                 |          |                              |                 |
| |                 |          |                              |                 |
| Classement général |                 |          |                              |                 |
| Coureur | Coureur         | Pays     | Équipe                       | Temps           |
| 1er | Marc Sarreau    | France   | Groupama-FDJ                 | 3 h 56 min 09 s |
| 2e | Jérémy Lecroq   | France   | Vital Concept                | + 1 s           |
| 3e | Bryan Coquard   | France   | Vital Concept                | + 4 s           |
| 4e | Romain Combaud  | France   | Delko-Marseille Provence-KTM | + 5 s           |
| 5e | Rudy Barbier    | France   | AG2R La Mondiale             | + 6 s           |
| 6e | Wouter Wippert  | Pays-Bas | Roompot-Nederlandse Loterij  | + 10 s          |
| 7e | Timothy Dupont  | Belgique | Wanty-Groupe Gobert          | + 10 s          |
| 8e | Jonas Rickaert  | Belgique | Sport Vlaanderen-Baloise     | + 10 s          |
| 9e | Damien Touzé    | France   | Saint Michel-Auber 93        | + 10 s          |
| 10e | Jasper De Buyst | Belgique | Lotto-Soudal                 | + 10 s          |

### 2eétape
| \| Classement de l'étape \| Classement de l'étape \| Classement de l'étape \| Classement de l'étape \| Classement de l'étape \| \| Coureur \| Coureur \| Pays \| Équipe \| Temps \| \| --------------------- \| --------------------- \| --------------------- \| ---------------------------- \| --------------------- \| \| 1er \| André Greipel \| Allemagne \| Lotto-Soudal \| 4 h 18 min 15 s \| \| 2e \| Timothy Dupont \| Belgique \| Wanty-Groupe Gobert \| + 0 s \| \| 3e \| Bryan Coquard \| France \| Vital Concept \| + 0 s \| \| 4e \| Wouter Wippert \| Pays-Bas \| Roompot-Nederlandse Loterij \| + 0 s \| \| 5e \| Marc Sarreau \| France \| Groupama-FDJ \| + 0 s \| \| 6e \| Amaury Capiot \| Belgique \| Sport Vlaanderen-Baloise \| + 0 s \| \| 7e \| Rudy Barbier \| France \| AG2R La Mondiale \| + 0 s \| \| 8e \| Damien Touzé \| France \| Saint Michel-Auber 93 \| + 0 s \| \| 9e \| Evaldas Šiškevičius \| Lituanie \| Delko-Marseille Provence-KTM \| + 0 s \| \| 10e \| Jonas Rickaert \| Belgique \| Sport Vlaanderen-Baloise \| + 0 s \| |                     |           |                              |                 |
| |                     |           |                              |                 |
| |                     |           |                              |                 |
| Classement de l'étape |                     |           |                              |                 |
| Coureur | Coureur             | Pays      | Équipe                       | Temps           |
| 1er | André Greipel       | Allemagne | Lotto-Soudal                 | 4 h 18 min 15 s |
| 2e | Timothy Dupont      | Belgique  | Wanty-Groupe Gobert          | + 0 s           |
| 3e | Bryan Coquard       | France    | Vital Concept                | + 0 s           |
| 4e | Wouter Wippert      | Pays-Bas  | Roompot-Nederlandse Loterij  | + 0 s           |
| 5e | Marc Sarreau        | France    | Groupama-FDJ                 | + 0 s           |
| 6e | Amaury Capiot       | Belgique  | Sport Vlaanderen-Baloise     | + 0 s           |
| 7e | Rudy Barbier        | France    | AG2R La Mondiale             | + 0 s           |
| 8e | Damien Touzé        | France    | Saint Michel-Auber 93        | + 0 s           |
| 9e | Evaldas Šiškevičius | Lituanie  | Delko-Marseille Provence-KTM | + 0 s           |
| 10e | Jonas Rickaert      | Belgique  | Sport Vlaanderen-Baloise     | + 0 s           |

| \| Classement général \| Classement général \| Classement général \| Classement général \| Classement général \| \| Coureur \| Coureur \| Pays \| Équipe \| Temps \| \| ------------------ \| ------------------ \| ------------------ \| ------------------------------- \| ------------------ \| \| 1er \| Bryan Coquard \| France \| Vital Concept \| 8 h 14 min 22 s \| \| 2e \| Marc Sarreau \| France \| Groupama-FDJ \| + 2 s \| \| 3e \| Jérémy Lecroq \| France \| Vital Concept \| + 3 s \| \| 4e \| Brice Feillu \| France \| Fortuneo-Samsic \| + 3 s \| \| 5e \| Timothy Dupont \| Belgique \| Wanty-Groupe Gobert \| + 6 s \| \| 6e \| Romain Combaud \| France \| Delko-Marseille Provence-KTM \| + 7 s \| \| 7e \| Rudy Barbier \| France \| AG2R La Mondiale \| + 8 s \| \| 8e \| Juan José Lobato \| Espagne \| Nippo-Vini Fantini-Europa Ovini \| + 11 s \| \| 9e \| Wouter Wippert \| Pays-Bas \| Roompot-Nederlandse Loterij \| + 12 s \| \| 10e \| Damien Touzé \| France \| Saint Michel-Auber 93 \| + 12 s \| |                  |          |                                 |                 |
| |                  |          |                                 |                 |
| |                  |          |                                 |                 |
| Classement général |                  |          |                                 |                 |
| Coureur | Coureur          | Pays     | Équipe                          | Temps           |
| 1er | Bryan Coquard    | France   | Vital Concept                   | 8 h 14 min 22 s |
| 2e | Marc Sarreau     | France   | Groupama-FDJ                    | + 2 s           |
| 3e | Jérémy Lecroq    | France   | Vital Concept                   | + 3 s           |
| 4e | Brice Feillu     | France   | Fortuneo-Samsic                 | + 3 s           |
| 5e | Timothy Dupont   | Belgique | Wanty-Groupe Gobert             | + 6 s           |
| 6e | Romain Combaud   | France   | Delko-Marseille Provence-KTM    | + 7 s           |
| 7e | Rudy Barbier     | France   | AG2R La Mondiale                | + 8 s           |
| 8e | Juan José Lobato | Espagne  | Nippo-Vini Fantini-Europa Ovini | + 11 s          |
| 9e | Wouter Wippert   | Pays-Bas | Roompot-Nederlandse Loterij     | + 12 s          |
| 10e | Damien Touzé     | France   | Saint Michel-Auber 93           | + 12 s          |

### 3eétape
| \| Classement de l'étape \| Classement de l'étape \| Classement de l'étape \| Classement de l'étape \| Classement de l'étape \| \| Coureur \| Coureur \| Pays \| Équipe \| Temps \| \| --------------------- \| --------------------- \| --------------------- \| ------------------------------- \| --------------------- \| \| 1er \| Nacer Bouhanni \| France \| Cofidis, Solutions Crédits \| 4 h 10 min 38 s \| \| 2e \| Timothy Dupont \| Belgique \| Wanty-Groupe Gobert \| + 0 s \| \| 3e \| Wouter Wippert \| Pays-Bas \| Roompot-Nederlandse Loterij \| + 0 s \| \| 4e \| Eduard-Michael Grosu \| Roumanie \| Nippo-Vini Fantini-Europa Ovini \| + 0 s \| \| 5e \| Piet Allegaert \| Belgique \| Sport Vlaanderen-Baloise \| + 0 s \| \| 6e \| Evaldas Šiškevičius \| Lituanie \| Delko-Marseille Provence-KTM \| + 0 s \| \| 7e \| Mikel Aristi \| Espagne \| Euskadi-Murias \| + 0 s \| \| 8e \| Rudy Barbier \| France \| AG2R La Mondiale \| + 0 s \| \| 9e \| Bram Welten \| Pays-Bas \| Fortuneo-Samsic \| + 0 s \| \| 10e \| Edward Planckaert \| Belgique \| Sport Vlaanderen-Baloise \| + 0 s \| |                      |          |                                 |                 |
| |                      |          |                                 |                 |
| |                      |          |                                 |                 |
| Classement de l'étape |                      |          |                                 |                 |
| Coureur | Coureur              | Pays     | Équipe                          | Temps           |
| 1er | Nacer Bouhanni       | France   | Cofidis, Solutions Crédits      | 4 h 10 min 38 s |
| 2e | Timothy Dupont       | Belgique | Wanty-Groupe Gobert             | + 0 s           |
| 3e | Wouter Wippert       | Pays-Bas | Roompot-Nederlandse Loterij     | + 0 s           |
| 4e | Eduard-Michael Grosu | Roumanie | Nippo-Vini Fantini-Europa Ovini | + 0 s           |
| 5e | Piet Allegaert       | Belgique | Sport Vlaanderen-Baloise        | + 0 s           |
| 6e | Evaldas Šiškevičius  | Lituanie | Delko-Marseille Provence-KTM    | + 0 s           |
| 7e | Mikel Aristi         | Espagne  | Euskadi-Murias                  | + 0 s           |
| 8e | Rudy Barbier         | France   | AG2R La Mondiale                | + 0 s           |
| 9e | Bram Welten          | Pays-Bas | Fortuneo-Samsic                 | + 0 s           |
| 10e | Edward Planckaert    | Belgique | Sport Vlaanderen-Baloise        | + 0 s           |

| \| Classement général \| Classement général \| Classement général \| Classement général \| Classement général \| \| Coureur \| Coureur \| Pays \| Équipe \| Temps \| \| ------------------ \| -------------------- \| ------------------ \| ---------------------------- \| ------------------ \| \| 1er \| Timothy Dupont \| Belgique \| Wanty-Groupe Gobert \| 12 h 25 min 00 s \| \| 2e \| Bryan Coquard \| France \| Vital Concept \| + 0 s \| \| 3e \| Marc Sarreau \| France \| Groupama-FDJ \| + 2 s \| \| 4e \| Nacer Bouhanni \| France \| Cofidis, Solutions Crédits \| + 2 s \| \| 5e \| Jérémy Lecroq \| France \| Vital Concept \| + 3 s \| \| 6e \| Brice Feillu \| France \| Fortuneo-Samsic \| + 3 s \| \| 7e \| Jérémy Leveau \| France \| Delko-Marseille Provence-KTM \| + 4 s \| \| 8e \| Jan-Willem van Schip \| Pays-Bas \| Roompot-Nederlandse Loterij \| + 5 s \| \| 9e \| Romain Combaud \| France \| Delko-Marseille Provence-KTM \| + 7 s \| \| 10e \| Wouter Wippert \| Pays-Bas \| Roompot-Nederlandse Loterij \| + 8 s \| |                      |          |                              |                  |
| |                      |          |                              |                  |
| |                      |          |                              |                  |
| Classement général |                      |          |                              |                  |
| Coureur | Coureur              | Pays     | Équipe                       | Temps            |
| 1er | Timothy Dupont       | Belgique | Wanty-Groupe Gobert          | 12 h 25 min 00 s |
| 2e | Bryan Coquard        | France   | Vital Concept                | + 0 s            |
| 3e | Marc Sarreau         | France   | Groupama-FDJ                 | + 2 s            |
| 4e | Nacer Bouhanni       | France   | Cofidis, Solutions Crédits   | + 2 s            |
| 5e | Jérémy Lecroq        | France   | Vital Concept                | + 3 s            |
| 6e | Brice Feillu         | France   | Fortuneo-Samsic              | + 3 s            |
| 7e | Jérémy Leveau        | France   | Delko-Marseille Provence-KTM | + 4 s            |
| 8e | Jan-Willem van Schip | Pays-Bas | Roompot-Nederlandse Loterij  | + 5 s            |
| 9e | Romain Combaud       | France   | Delko-Marseille Provence-KTM | + 7 s            |
| 10e | Wouter Wippert       | Pays-Bas | Roompot-Nederlandse Loterij  | + 8 s            |

### 4eétape
Julien Duval, échappé avec Lasse Hansen, décide de partir seul à trente kilomètres de l'arrivée. Il est repris par le peloton à la fin de l'avant-dernier tour de circuit. Peu après Julien Antomarchi part seul également, il est repris à cinq cents mètres. Bryan Coquard fait le sprint à cinq cents mètres de la ligne et arrive avec une longueur d'avance sur le second.
| \| Classement de l'étape \| Classement de l'étape \| Classement de l'étape \| Classement de l'étape \| Classement de l'étape \| \| Coureur \| Coureur \| Pays \| Équipe \| Temps \| \| --------------------- \| --------------------- \| --------------------- \| --------------------------- \| --------------------- \| \| 1er \| Bryan Coquard \| France \| Vital Concept \| 4 h 08 min 46 s \| \| 2e \| Jasper De Buyst \| Belgique \| Lotto-Soudal \| + 0 s \| \| 3e \| Wouter Wippert \| Pays-Bas \| Roompot-Nederlandse Loterij \| + 0 s \| \| 4e \| Samuel Dumoulin \| France \| AG2R La Mondiale \| + 0 s \| \| 5e \| Xandro Meurisse \| Belgique \| Wanty-Groupe Gobert \| + 0 s \| \| 6e \| Jérémy Lecroq \| France \| Vital Concept \| + 0 s \| \| 7e \| Mikel Aristi \| Espagne \| Euskadi-Murias \| + 0 s \| \| 8e \| Julien Simon \| France \| Cofidis, Solutions Crédits \| + 0 s \| \| 9e \| Marc Sarreau \| France \| Groupama-FDJ \| + 0 s \| \| 10e \| Romain Cardis \| France \| Direct Énergie \| + 0 s \| |                 |          |                             |                 |
| |                 |          |                             |                 |
| |                 |          |                             |                 |
| Classement de l'étape |                 |          |                             |                 |
| Coureur | Coureur         | Pays     | Équipe                      | Temps           |
| 1er | Bryan Coquard   | France   | Vital Concept               | 4 h 08 min 46 s |
| 2e | Jasper De Buyst | Belgique | Lotto-Soudal                | + 0 s           |
| 3e | Wouter Wippert  | Pays-Bas | Roompot-Nederlandse Loterij | + 0 s           |
| 4e | Samuel Dumoulin | France   | AG2R La Mondiale            | + 0 s           |
| 5e | Xandro Meurisse | Belgique | Wanty-Groupe Gobert         | + 0 s           |
| 6e | Jérémy Lecroq   | France   | Vital Concept               | + 0 s           |
| 7e | Mikel Aristi    | Espagne  | Euskadi-Murias              | + 0 s           |
| 8e | Julien Simon    | France   | Cofidis, Solutions Crédits  | + 0 s           |
| 9e | Marc Sarreau    | France   | Groupama-FDJ                | + 0 s           |
| 10e | Romain Cardis   | France   | Direct Énergie              | + 0 s           |

| \| Classement général \| Classement général \| Classement général \| Classement général \| Classement général \| \| Coureur \| Coureur \| Pays \| Équipe \| Temps \| \| ------------------ \| -------------------- \| ------------------ \| ---------------------------- \| ------------------ \| \| 1er \| Bryan Coquard \| France \| Vital Concept \| 16 h 33 min 36 s \| \| 2e \| Timothy Dupont \| Belgique \| Wanty-Groupe Gobert \| + 10 s \| \| 3e \| Marc Sarreau \| France \| Groupama-FDJ \| + 12 s \| \| 4e \| Nacer Bouhanni \| France \| Cofidis, Solutions Crédits \| + 12 s \| \| 5e \| Jérémy Lecroq \| France \| Vital Concept \| + 13 s \| \| 6e \| Brice Feillu \| France \| Fortuneo-Samsic \| + 13 s \| \| 7e \| Lasse Norman Leth \| Danemark \| Aqua Blue Sport \| + 13 s \| \| 8e \| Wouter Wippert \| Pays-Bas \| Roompot-Nederlandse Loterij \| + 14 s \| \| 9e \| Jérémy Leveau \| France \| Delko-Marseille Provence-KTM \| + 14 s \| \| 10e \| Jan-Willem van Schip \| Pays-Bas \| Roompot-Nederlandse Loterij \| + 15 s \| |                      |          |                              |                  |
| |                      |          |                              |                  |
| |                      |          |                              |                  |
| Classement général |                      |          |                              |                  |
| Coureur | Coureur              | Pays     | Équipe                       | Temps            |
| 1er | Bryan Coquard        | France   | Vital Concept                | 16 h 33 min 36 s |
| 2e | Timothy Dupont       | Belgique | Wanty-Groupe Gobert          | + 10 s           |
| 3e | Marc Sarreau         | France   | Groupama-FDJ                 | + 12 s           |
| 4e | Nacer Bouhanni       | France   | Cofidis, Solutions Crédits   | + 12 s           |
| 5e | Jérémy Lecroq        | France   | Vital Concept                | + 13 s           |
| 6e | Brice Feillu         | France   | Fortuneo-Samsic              | + 13 s           |
| 7e | Lasse Norman Leth    | Danemark | Aqua Blue Sport              | + 13 s           |
| 8e | Wouter Wippert       | Pays-Bas | Roompot-Nederlandse Loterij  | + 14 s           |
| 9e | Jérémy Leveau        | France   | Delko-Marseille Provence-KTM | + 14 s           |
| 10e | Jan-Willem van Schip | Pays-Bas | Roompot-Nederlandse Loterij  | + 15 s           |

### 5eétape
| \| Classement de l'étape \| Classement de l'étape \| Classement de l'étape \| Classement de l'étape \| Classement de l'étape \| \| Coureur \| Coureur \| Pays \| Équipe \| Temps \| \| --------------------- \| --------------------- \| --------------------- \| ------------------------------- \| --------------------- \| \| 1er \| André Greipel \| Allemagne \| Lotto-Soudal \| 4 h 27 min 55 s \| \| 2e \| Dimitri Claeys \| Belgique \| Cofidis, Solutions Crédits \| + 0 s \| \| 3e \| Oscar Riesebeek \| Pays-Bas \| Roompot-Nederlandse Loterij \| + 0 s \| \| 4e \| Valentin Madouas \| France \| Groupama-FDJ \| + 19 s \| \| 5e \| Alexis Gougeard \| France \| AG2R La Mondiale \| + 19 s \| \| 6e \| Eduard-Michael Grosu \| Roumanie \| Nippo-Vini Fantini-Europa Ovini \| + 1 min 04 s \| \| 7e \| Timothy Dupont \| Belgique \| Wanty-Groupe Gobert \| + 1 min 04 s \| \| 8e \| Xandro Meurisse \| Belgique \| Wanty-Groupe Gobert \| + 1 min 04 s \| \| 9e \| Casper Pedersen \| Danemark \| Aqua Blue Sport \| + 1 min 04 s \| \| 10e \| Evaldas Šiškevičius \| Lituanie \| Delko-Marseille Provence-KTM \| + 1 min 04 s \| |                      |           |                                 |                 |
| |                      |           |                                 |                 |
| |                      |           |                                 |                 |
| Classement de l'étape |                      |           |                                 |                 |
| Coureur | Coureur              | Pays      | Équipe                          | Temps           |
| 1er | André Greipel        | Allemagne | Lotto-Soudal                    | 4 h 27 min 55 s |
| 2e | Dimitri Claeys       | Belgique  | Cofidis, Solutions Crédits      | + 0 s           |
| 3e | Oscar Riesebeek      | Pays-Bas  | Roompot-Nederlandse Loterij     | + 0 s           |
| 4e | Valentin Madouas     | France    | Groupama-FDJ                    | + 19 s          |
| 5e | Alexis Gougeard      | France    | AG2R La Mondiale                | + 19 s          |
| 6e | Eduard-Michael Grosu | Roumanie  | Nippo-Vini Fantini-Europa Ovini | + 1 min 04 s    |
| 7e | Timothy Dupont       | Belgique  | Wanty-Groupe Gobert             | + 1 min 04 s    |
| 8e | Xandro Meurisse      | Belgique  | Wanty-Groupe Gobert             | + 1 min 04 s    |
| 9e | Casper Pedersen      | Danemark  | Aqua Blue Sport                 | + 1 min 04 s    |
| 10e | Evaldas Šiškevičius  | Lituanie  | Delko-Marseille Provence-KTM    | + 1 min 04 s    |

| \| Classement général \| Classement général \| Classement général \| Classement général \| Classement général \| \| Coureur \| Coureur \| Pays \| Équipe \| Temps \| \| ------------------ \| ------------------- \| ------------------ \| ---------------------------- \| ------------------ \| \| 1er \| Dimitri Claeys \| Belgique \| Cofidis, Solutions Crédits \| 21 h 01 min 53 s \| \| 2e \| Oscar Riesebeek \| Pays-Bas \| Roompot-Nederlandse Loterij \| + 2 s \| \| 3e \| André Greipel \| Allemagne \| Lotto-Soudal \| + 4 s \| \| 4e \| Alexis Gougeard \| France \| AG2R La Mondiale \| + 19 s \| \| 5e \| Valentin Madouas \| France \| Groupama-FDJ \| + 50 s \| \| 6e \| Timothy Dupont \| Belgique \| Wanty-Groupe Gobert \| + 52 s \| \| 7e \| Marc Sarreau \| France \| Groupama-FDJ \| + 57 s \| \| 8e \| Brice Feillu \| France \| Fortuneo-Samsic \| + 58 s \| \| 9e \| Evaldas Šiškevičius \| Lituanie \| Delko-Marseille Provence-KTM \| + 1 min 04 s \| \| 10e \| Xandro Meurisse \| Belgique \| Wanty-Groupe Gobert \| + 1 min 04 s \| |                     |           |                              |                  |
| |                     |           |                              |                  |
| |                     |           |                              |                  |
| Classement général |                     |           |                              |                  |
| Coureur | Coureur             | Pays      | Équipe                       | Temps            |
| 1er | Dimitri Claeys      | Belgique  | Cofidis, Solutions Crédits   | 21 h 01 min 53 s |
| 2e | Oscar Riesebeek     | Pays-Bas  | Roompot-Nederlandse Loterij  | + 2 s            |
| 3e | André Greipel       | Allemagne | Lotto-Soudal                 | + 4 s            |
| 4e | Alexis Gougeard     | France    | AG2R La Mondiale             | + 19 s           |
| 5e | Valentin Madouas    | France    | Groupama-FDJ                 | + 50 s           |
| 6e | Timothy Dupont      | Belgique  | Wanty-Groupe Gobert          | + 52 s           |
| 7e | Marc Sarreau        | France    | Groupama-FDJ                 | + 57 s           |
| 8e | Brice Feillu        | France    | Fortuneo-Samsic              | + 58 s           |
| 9e | Evaldas Šiškevičius | Lituanie  | Delko-Marseille Provence-KTM | + 1 min 04 s     |
| 10e | Xandro Meurisse     | Belgique  | Wanty-Groupe Gobert          | + 1 min 04 s     |

### 6eétape
| \| Classement de l'étape \| Classement de l'étape \| Classement de l'étape \| Classement de l'étape \| Classement de l'étape \| \| Coureur \| Coureur \| Pays \| Équipe \| Temps \| \| --------------------- \| --------------------- \| --------------------- \| ---------------------------- \| --------------------- \| \| 1er \| Olivier Le Gac \| France \| Groupama-FDJ \| 3 h 50 min 50 s \| \| 2e \| Casper Pedersen \| Danemark \| Aqua Blue Sport \| + 0 s \| \| 3e \| Xandro Meurisse \| Belgique \| Wanty-Groupe Gobert \| + 0 s \| \| 4e \| Aimé De Gendt \| Belgique \| Sport Vlaanderen-Baloise \| + 0 s \| \| 5e \| Paul Ourselin \| France \| Direct Énergie \| + 0 s \| \| 6e \| Mauro Finetto \| Italie \| Delko-Marseille Provence-KTM \| + 0 s \| \| 7e \| Héctor Sáez \| Espagne \| Euskadi-Murias \| + 0 s \| \| 8e \| Julien Antomarchi \| France \| Roubaix Lille Métropole \| + 0 s \| \| 9e \| Florian Vachon \| France \| Fortuneo-Samsic \| + 0 s \| \| 10e \| Nikolay Trusov \| Russie \| Gazprom-RusVelo \| + 0 s \| |                   |          |                              |                 |
| |                   |          |                              |                 |
| |                   |          |                              |                 |
| Classement de l'étape |                   |          |                              |                 |
| Coureur | Coureur           | Pays     | Équipe                       | Temps           |
| 1er | Olivier Le Gac    | France   | Groupama-FDJ                 | 3 h 50 min 50 s |
| 2e | Casper Pedersen   | Danemark | Aqua Blue Sport              | + 0 s           |
| 3e | Xandro Meurisse   | Belgique | Wanty-Groupe Gobert          | + 0 s           |
| 4e | Aimé De Gendt     | Belgique | Sport Vlaanderen-Baloise     | + 0 s           |
| 5e | Paul Ourselin     | France   | Direct Énergie               | + 0 s           |
| 6e | Mauro Finetto     | Italie   | Delko-Marseille Provence-KTM | + 0 s           |
| 7e | Héctor Sáez       | Espagne  | Euskadi-Murias               | + 0 s           |
| 8e | Julien Antomarchi | France   | Roubaix Lille Métropole      | + 0 s           |
| 9e | Florian Vachon    | France   | Fortuneo-Samsic              | + 0 s           |
| 10e | Nikolay Trusov    | Russie   | Gazprom-RusVelo              | + 0 s           |

## Classements finals

### Classement général final
.
| \| Classement général \| Classement général \| Classement général \| Classement général \| Classement général \| \| Coureur \| Coureur \| Pays \| Équipe \| Temps \| \| ------------------ \| ------------------ \| ------------------ \| --------------------------- \| ------------------ \| \| 1er \| Dimitri Claeys \| Belgique \| Cofidis, Solutions Crédits \| 24 h 52 min 54 s \| \| 2e \| André Greipel \| Allemagne \| Lotto-Soudal \| + 1 s \| \| 3e \| Oscar Riesebeek \| Pays-Bas \| Roompot-Nederlandse Loterij \| + 2 s \| \| 4e \| Alexis Gougeard \| France \| AG2R La Mondiale \| + 12 s \| \| 5e \| Casper Pedersen \| Danemark \| Aqua Blue Sport \| + 41 s \| \| 6e \| Xandro Meurisse \| Belgique \| Wanty-Groupe Gobert \| + 46 s \| \| 7e \| Valentin Madouas \| France \| Groupama-FDJ \| + 50 s \| \| 8e \| Timothy Dupont \| Belgique \| Wanty-Groupe Gobert \| + 52 s \| \| 9e \| Julien Antomarchi \| France \| Roubaix Lille Métropole \| + 53 s \| \| 10e \| Olivier Le Gac \| France \| Groupama-FDJ \| + 56 s \| |                   |           |                             |                  |
| |                   |           |                             |                  |
| Source : ProCyclingStats |                   |           |                             |                  |
| Classement général |                   |           |                             |                  |
| Coureur | Coureur           | Pays      | Équipe                      | Temps            |
| 1er | Dimitri Claeys    | Belgique  | Cofidis, Solutions Crédits  | 24 h 52 min 54 s |
| 2e | André Greipel     | Allemagne | Lotto-Soudal                | + 1 s            |
| 3e | Oscar Riesebeek   | Pays-Bas  | Roompot-Nederlandse Loterij | + 2 s            |
| 4e | Alexis Gougeard   | France    | AG2R La Mondiale            | + 12 s           |
| 5e | Casper Pedersen   | Danemark  | Aqua Blue Sport             | + 41 s           |
| 6e | Xandro Meurisse   | Belgique  | Wanty-Groupe Gobert         | + 46 s           |
| 7e | Valentin Madouas  | France    | Groupama-FDJ                | + 50 s           |
| 8e | Timothy Dupont    | Belgique  | Wanty-Groupe Gobert         | + 52 s           |
| 9e | Julien Antomarchi | France    | Roubaix Lille Métropole     | + 53 s           |
| 10e | Olivier Le Gac    | France    | Groupama-FDJ                | + 56 s           |

### Classements annexes

#### Classement par points
| Classement par points | Classement par points | Classement par points | Classement par points        | Classement par points |
| Coureur               | Coureur               | Pays                  | Équipe                       | Points                |
| --------------------- | --------------------- | --------------------- | ---------------------------- | --------------------- |
| 1er                   | Timothy Dupont        | Belgique              | Wanty-Groupe Gobert          | 61 pts                |
| 2e                    | Wouter Wippert        | Pays-Bas              | Roompot-Nederlandse Loterij  | 56 pts                |
| 3e                    | André Greipel         | Allemagne             | Lotto-Soudal                 | 47 pts                |
| 4e                    | Marc Sarreau          | France                | Groupama-FDJ                 | 45 pts                |
| 5e                    | Rudy Barbier          | France                | AG2R La Mondiale             | 38 pts                |
| 6e                    | Xandro Meurisse       | Belgique              | Wanty-Groupe Gobert          | 37 pts                |
| 7e                    | Casper Pedersen       | Danemark              | Aqua Blue Sport              | 32 pts                |
| 8e                    | Nacer Bouhanni        | France                | Cofidis, Solutions Crédits   | 29 pts                |
| 9e                    | Evaldas Šiškevičius   | Lituanie              | Delko-Marseille Provence-KTM | 27 pts                |
| 10e                   | Mikel Aristi          | Espagne               | Euskadi-Murias               | 27 pts                |

#### Classement de la montagne
| Classement de la montagne | Classement de la montagne | Classement de la montagne | Classement de la montagne  | Classement de la montagne |
| Coureur                   | Coureur                   | Pays                      | Équipe                     | Points                    |
| ------------------------- | ------------------------- | ------------------------- | -------------------------- | ------------------------- |
| 1er                       | Pierre Idjouadiene        | France                    | Roubaix Lille Métropole    | 24 pts                    |
| 2e                        | Conor Dunne               | Irlande                   | Aqua Blue Sport            | 18 pts                    |
| 3e                        | Lasse Norman Leth         | Danemark                  | Aqua Blue Sport            | 13 pts                    |
| 4e                        | Dimitri Claeys            | Belgique                  | Cofidis, Solutions Crédits | 9 pts                     |
| 5e                        | Julien Duval              | France                    | AG2R La Mondiale           | 9 pts                     |
| 6e                        | Jonas Rickaert            | Belgique                  | Sport Vlaanderen-Baloise   | 9 pts                     |
| 7e                        | Peter Koning              | Pays-Bas                  | Aqua Blue Sport            | 9 pts                     |
| 8e                        | Héctor Sáez               | Espagne                   | Euskadi-Murias             | 6 pts                     |
| 9e                        | Alexis Gougeard           | France                    | AG2R La Mondiale           | 6 pts                     |
| 10e                       | Brice Feillu              | France                    | Fortuneo-Samsic            | 6 pts                     |

#### Classement du meilleur jeune
| Classement du meilleur jeune | Classement du meilleur jeune | Classement du meilleur jeune | Classement du meilleur jeune | Classement du meilleur jeune |
| Coureur                      | Coureur                      | Pays                         | Équipe                       | Temps                        |
| ---------------------------- | ---------------------------- | ---------------------------- | ---------------------------- | ---------------------------- |
| 1er                          | Casper Pedersen              | Danemark                     | Aqua Blue Sport              | 24 h 53 min 35 s             |
| 2e                           | Valentin Madouas             | France                       | Groupama-FDJ                 | + 9 s                        |
| 3e                           | Olivier Le Gac               | France                       | Groupama-FDJ                 | + 15 s                       |
| 4e                           | Marc Sarreau                 | France                       | Groupama-FDJ                 | + 16 s                       |
| 5e                           | Aimé De Gendt                | Belgique                     | Sport Vlaanderen-Baloise     | + 33 s                       |
| 6e                           | Rémy Mertz                   | Belgique                     | Lotto-Soudal                 | + 36 s                       |
| 7e                           | Paul Ourselin                | France                       | Direct Énergie               | + 49 s                       |
| 8e                           | Daniel Hoelgaard             | Norvège                      | Groupama-FDJ                 | + 1 min 01 s                 |
| 9e                           | Damien Touzé                 | France                       | Saint Michel-Auber 93        | + 1 min 59 s                 |
| 10e                          | Amaury Capiot                | Belgique                     | Sport Vlaanderen-Baloise     | + 3 min 47 s                 |

#### Classement par équipes
| Classement par équipes | Classement par équipes       | Classement par équipes | Classement par équipes |
| Équipe                 | Équipe                       | Pays                   | Temps                  |
| ---------------------- | ---------------------------- | ---------------------- | ---------------------- |
| 1re                    | Groupama-FDJ                 | France                 | 74 h 41 min 14 s       |
| 2e                     | Aqua Blue Sport              | Irlande                | + 53 s                 |
| 3e                     | Delko-Marseille Provence-KTM | France                 | + 1 min 24 s           |
| 4e                     | Wanty-Groupe Gobert          | Belgique               | + 1 min 39 s           |
| 5e                     | Cofidis, Solutions Crédits   | France                 | + 2 min 01 s           |
| 6e                     | Fortuneo-Samsic              | France                 | + 2 min 24 s           |
| 7e                     | Direct Énergie               | France                 | + 3 min 00 s           |
| 8e                     | Saint Michel-Auber 93        | France                 | + 3 min 01 s           |
| 9e                     | Roompot-Nederlandse Loterij  | Pays-Bas               | + 3 min 03 s           |
| 10e                    | Lotto Soudal                 | Belgique               | + 3 min 10 s           |